# Hyla savignyi
Espèce
Statut de conservation UICN

 LC  : Préoccupation mineure
Hyla savignyi est une espèce d'amphibiens de la famille des Hylidae.

## Répartition
Cette espèce se rencontre en Asie occidentale et dans le sud de la Transcaucasie, de 400 m en dessous du niveau de la mer en Jordanie à plus de 1 800 m d'altitude, :
- à Chypre ;
- au Liban ;
- dans l'ouest de la Jordanie ;
- dans l'ouest de la Syrie ;
- dans le sud-est de la Turquie ;
- en Iran dans les monts Zagros, et une population isolée dans la province du Golestan ;
- dans le nord de l'Irak ;
- en Azerbaïdjan ;
- en Arménie ;
- en Géorgie ;
- en Israël ;
- au Sinaï en Égypte.

## Description

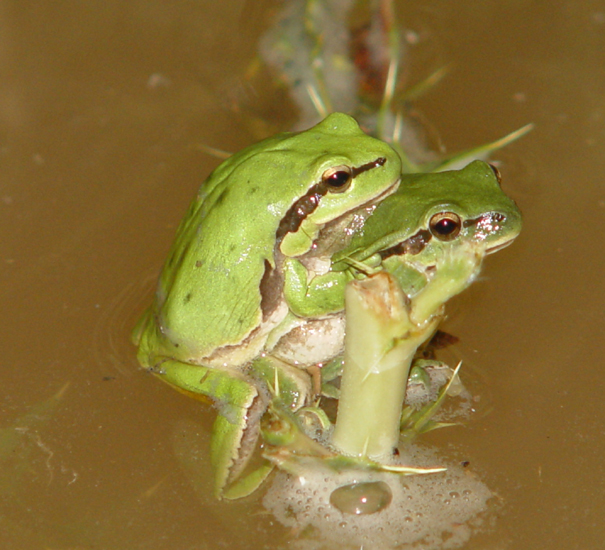

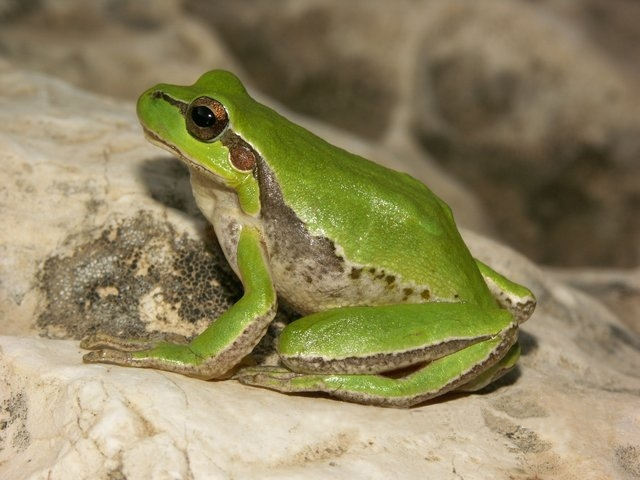

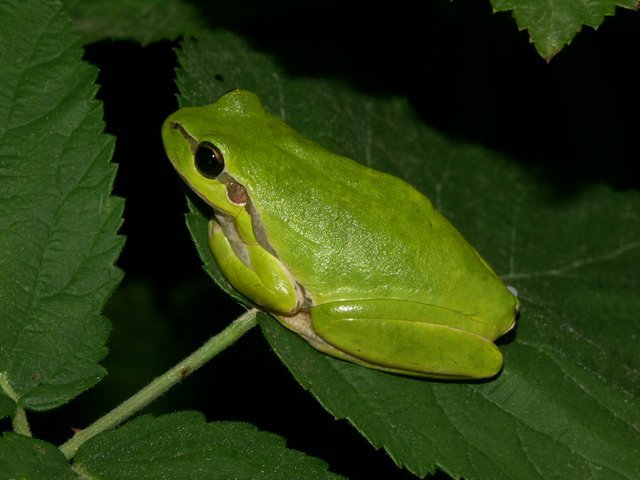

Elle mesure de 30 à 47 mm.

## Taxinomie
Les études génétiques de Stöck, Dubey, Klütsch, Litvinchuk, Scheidt et Perrin en 2008 puis de Gvoždík, Moravec, Klütsch et Kotlík en 2010 ont montré que deux espèces distinctes étaient auparavant confondues : Hyla savignyi et Hyla felixarabica.

## Étymologie
Cette espèce est nommée en l'honneur de Jules-César Savigny.

## Publication originale
- Audouin, 1827 : Explication sommaire des planches de Reptiles (supplément) ... offrant un exposé des caractères naturelles des genres, avec la distinction des espèces, Description de l'Égypte, ou Recueil des Observations et des Recherches qui ont été faites en Égypte pendant l'expédition de l'Armée Française, publie par les Ordres de sa Majesté l'Empereur Napoléon le Grand. Histoire Naturelle, vol. 1 (Histoire Naturelle), fasc. 4, p. 161-184 (texte intégral).